# La Nuit de la trahison
Pour plus de détails, voir Fiche technique et Distribution.
La Nuit de la trahison (Il tenente Giorgio) est un film italien adapté du roman éponyme de 1904 de Nicola Misasi (it) par Raffaello Matarazzo en 1952.

## Synopsis
En 1866, pendant le Risorgimento, une compagnie de tirailleurs est envoyée lutter contre le banditisme en Calabre. Son commandant, le lieutenant Giorgio Biserta, qui est hébergé pour la nuit dans le château des comtes di Monserrato, est invité par une femme âgée à passer quelques heures avec une dame, à condition de ne pas la regarder ou de savoir qui elle est. Quelques années plus tard, il quitte l’armée et retourne en Calabre pour travailler comme régisseur dans l’espoir de découvrir la femme inconnue de cette nuit d'amour.

## Fiche technique
- Titre français : La Nuit de la trahison[1]
- Titre original italien : Il tenente Giorgio
- Réalisation : Raffaello Matarazzo
- Scénario : Aldo De Benedetti
- Script : Mario Serandrei
- Musique : Salvatore Allegra
- Dates de sortie :
  - Italie : 1952
  - France : 1957[1]

## Distribution
- Massimo Girotti : Lt. G. Biserta
- Milly Vitale : comtesse Elisa
- Paul Müller : comte Stefano di Monserrato
- Gualtiero Tumiati : l’oncle de Stefano
- Teresa Franchini : Amalia
- Eduardo Ciannelli : baron di Polià
- Achille Millo : le fils du baron di Polià
- Ludmilla Dudarova : la cousine d’Elisa
- Luigi Pavese : Cafiero
- Enzo Fiermonte : Antonio Esposito
- Michele Malaspina : le docteur